# Schweizer Filmpreis/Bester Spielfilm
Sämtliche Gewinner des Schweizer Filmpreises in der Kategorie Bester Spielfilm sind:
| Jahr | Preisträger                           | für den Film                                     | Nominierungen |
| ---- | ------------------------------------- | ------------------------------------------------ | --- |
| 1998 | Clemens Klopfenstein                  | Das Schweigen der Männer                         | Nicolas Wadimoff und Denis Chouinard für Clandestins Nadia Fares für Honig und Asche Gita Gsell für Propellerblume |
| 1998 | Mohammed Soudani                      | Waalo Fendo – Là où la terre gèle                | Nicolas Wadimoff und Denis Chouinard für Clandestins Nadia Fares für Honig und Asche Gita Gsell für Propellerblume |
| 1999 | Marcel Gisler                         | De Fögi isch en Souhund (F. est un salaud)       | Paolo Poloni für Fondovalle Francis Reusser für La Guerre dans le Haut Pays Alain Tanner für Lissabonner Requiem Fredi M. Murer für Vollmond |
| 2000 | Léa Pool                              | Emporte-moi – Nimm mich mit                      | François Christophe Marzal für Attention aux chiens Daniel Schmid für Beresina oder Die letzten Tage der Schweiz Alain Tanner für Jonas und Lila (Jonas et Lila, à demain) Romed Wyder für Pas de café, pas de télé, pas de sexe                                        |
| 2001 | Denis Rabaglia                        | Azzurro                                          | Xavier Koller für Gripsholm Markus Imboden für Komiker Silvio Soldini für Brot und Tulpen (Pane e tulipani) Clemens Klopfenstein für WerAngstWolf |
| 2002 | Stefan Haupt                          | Utopia Blues                                     | Nino Jacusso für Escape to Paradise Jean-Luc Godard für Éloge de l’amour Thomas Imbach für Happiness Is a Warm Gun Christoph Schaub für Stille Liebe |
| 2003 | Vincent Pluss                         | On dirait le sud                                 | Silvio Soldini für La brûlure du vent / Burning in the Wind Sabine Boss für Ernstfall in Havanna Patricia Plattner für Die Freundin der Friseuse / Les petites couleurs Rolando Colla für Oltre il confine / Beyond the Border                                          |
| 2004 | Dominique de Rivaz                    | Mein Name ist Bach                               | Mike Eschmann für Achtung, fertig, Charlie! Jean-François Amiguet für Au sud des nuages Ursula Meier für Des épaules solides Anna Luif für Little Girl Blue |
| 2005 | Greg Zglinski                         | Kein Feuer im Winter                             | Bettina Oberli für Im Nordwind Jean-Luc Godard für Notre musique Christoph Schaub für Sternenberg Peter Luisi für Verflixt verliebt |
| 2006 | Michael Steiner                       | Mein Name ist Eugen                              | Laurent Nègre für Fragile Ruxandra Zenide für Ryna Samir für Snow White Clemens Klopfenstein für Die Vogelpredigt oder Das Schreien der Mönche |
| 2007 | Fredi M. Murer                        | Vitus                                            | Lionel Baier für Comme des voleurs Andrea Štaka für Das Fräulein Michael Steiner und Tobias Fueter für Grounding – Die letzten Tage der Swissair Jean-Stéphane Bron für Mon frère se marie                                                                              |
| 2008 | Micha Lewinsky                        | Der Freund                                       | Fulvio Bernasconi für Fuori dalle corde Samuel Guillaume und Frédéric Guillaume für Max & Co. Jeanne Waltz für Die Unsanfte Oliver Rihs für Schwarze Schafe |
| 2009 | Ursula Meier                          | Home                                             | Vincent Pluss für Du bruit dans la tête Christoph Schaub für Happy New Year Oliver Paulus für Tandoori Love Lionel Baier für Un autre homme |
| 2010 | Séverine Cornamusaz                   | Coeur Animal                                     | Ivan Engler und Ralph Etter für Cargo Frédéric Mermoud für Complices Christoph Schaub für Giulias Verschwinden Bettina Oberli für Tannöd |
| 2011 | Stéphanie Chuat und Véronique Reymond | Das kleine Zimmer (La petite chambre)            | Silvio Soldini für Was will ich mehr (Cosa voglio di più) Peter Luisi für Ein Sommersandtraum Michael Steiner für Sennentuntschi Michael Schaerer für Stationspiraten                                                                                                   |
| 2012 | Rolando Colla                         | Sommerspiele                                     | Milagros Mumenthaler für Abrir puertas y ventanas Markus Imboden für Der Verdingbub Xavier Koller für Eine wen iig, dr Dällebach Kari Tim Fehlbaum für Hell |
| 2013 | Ursula Meier                          | Winterdieb (L’enfant d’en haut)                  | Silvio Soldini für Il comandante e la cicogna Nicolas Wadimoff für Opération Libertad Marcel Gisler für Rosie Werner Schweizer für Verliebte Feinde |
| 2014 | Sabine Boss                           | Der Goalie bin ig                                | Germinal Rouaux für Left Foot Right Foot Lionel Baier für Les grandes ondes (à l’ouest) Thomas Imbach für Mary Queen of Scots Petra Volpe für Traumland |
| 2015 | Stefan Haupt                          | Der Kreis                                        | Bruno Deville für Bouboule Simon Jaquemet für Chrieg Stina Werenfels für Dora oder die sexuellen Neurosen unserer Eltern Mathieu Urfer für Pause |
| 2016 | Esen Işık                             | Köpek                                            | Niklaus Hilber für Amateur Teens Jan Gassmann, Jonas Meier, Benny Jaberg, Tobias Nölle, Lionel Rupp, Lisa Blatter, Gregor Frei, [[Michael Krummenacher]], Carmen Jaquier, Mike Scheiwiller für Heimatland Micha Lewinsky für Nichts passiert Lionel Baier für La vanité |
| 2017 | Claude Barras                         | Mein Leben als Zucchini (Ma vie de Courgette)    | Tobias Nölle für Aloys Petra Volpe für Die göttliche Ordnung Michael Koch für Marija Jacob Berger für Ein Jude als Exempel (Un juif pour l’exemple) |
| 2018 | Lisa Brühlmann                        | Blue My Mind                                     | Cyril Schäublin für Dene wos guet geit Silvio Soldini für Il Colore nascosto delle cose Marcel Gisler für Mario Greg Zglinski für Tiere |
| 2019 | Antoine Russbach                      | Der Preis der Arbeit (Ceux qui travaillent)      | Hannes Baumgartner für Der Läufer Simon Jaquemet für Der Unschuldige Germinal Roaux für Fortuna Michael Steiner für Wolkenbruch |
| 2020 | Delphine Lehericey                    | Das Flirren am Horizont (Le milieu de l’horizon) | Samir für Baghdad in my Shadow Niklaus Hilber für Bruno Manser – Die Stimme des Regenwaldes Blaise Harrison für Les particules Micha Lewinsky für Moskau Einfach! |
| 2021 | Stéphanie Chuat und Véronique Reymond | Schwesterlein                                    | Niccolò Castelli für Atlas Andrea Štaka für Mare Pierre Monnard für Platzspitzbaby Bettina Oberli für Wanda, mein Wunder |
| 2022 | Elie Grappe                           | Olga                                             | Andreas Fontana für Azor Frédéric Baillif für La Mif Lorenz Merz für Soul of a Beast Elene Naveriani für Wet Sand |
| 2023 | Michael Koch                          | Drei Winter                                      | Elena López Riera für El Agua Carmen Jaquier für Foudre Ursula Meier für Die Linie Cyril Schäublin für Unruh |
| 2024 | Elene Naveriani                       | Blackbird Blackbird Blackberry                   | Pierre Monnard für Bisons Jenna Hasse für L’Amour du Monde Frédéric Mermoud für Der Königsweg Maxime Rappaz für Laissez-moi |
| 2025 | Klaudia Reynicke                      | Reinas – Die Königinnen                          | Ramon Zürcher für Der Spatz im Kamin Lætitia Dosch für Hundschuldig (Le procès du chien) Jan Gassmann und Carmen Jaquier für Les paradis de Diane Claude Barras für Sauvages                                                                                            |